# 国鉄タム9600形貨車
国鉄タム9600形貨車（こくてつタム9600がたかしゃ）は、1973年（昭和48年）から製作され、日本国有鉄道（国鉄）に車籍を有した貨車（タンク車）である。

## 概要
超低温下での輸送能力が要求される液化天然ガス (LNG) 輸送用として開発された貨車で、国鉄のタンク貨車では唯一の専用種別である。1973年（昭和48年）から1975年（昭和50年）にかけて4両（タム9600 - タム9603）が日本車輌製造にて製作された。東京瓦斯所有の私有貨車で浅野駅を常備駅としていた。
東京瓦斯が1971年（昭和46年）から根岸 - 日立間で開始した都市ガス用 LNG 輸送において、需要の増大に対応するためタンクローリーから鉄道への輸送手段転換が計画されたことを受け、当時最新の高圧ガスタンク車タキ25000形（LPガス専用）の軽量化技術も応用のうえで設計がなされた。
断熱性能を確保するため、間隙を真空とした内外2重構造の「魔法瓶」に類似するタンク体を採用し、超低温下での鉄道輸送を可能とした。新製時より日立市向けの都市ガス用 LNG 輸送に専用され、国鉄分割民営化直前の1987年（昭和62年）1月までに運用を終了している。

## 仕様・構造
※ 本節では共通の仕様について記述し、製作時期による差異は後節にて記述する。
積載荷重 16 t の高圧液化ガス輸送用2軸ボギータンク貨車で、積載品目の比重が小さいため、タンク体の実容積 38.1 m3 、全長 18,950 mm に達する大形の車両である。記号番号表記は特殊標記符号「オ」（全長 16 m 以上）を前置し「オタム」と標記する。1978年からは化成品分類番号「燃 (G) 22」（引火性高圧ガス・危険性大）の標記が追記された。専用種別標記は製作時より「LNG 専用」で、外部塗色は高圧ガス取締法の区別規定により、ねずみ色（ねずみ色1号）とされた（「LNG」と「燃」の標記は赤色でありその他標記は白色）。
積込時の液温 −162 ℃ ・許容液温 −138 ℃ の超低温下で輸送する必要から、断熱のため種々の装備がなされる。タンク上部にはタンク体の 1/3 を覆う遮熱板を設け、タンク体自体も内外2重の複層構造とされ、内外タンクの間隙は断熱材としてパーライトを充填した上で空気を抜き、圧力 10−3 mmHg 水準の真空としている。タンク体は低温下で安定な鋼材が用いられ、内部タンクが 6 mm 厚のオーステナイト系ステンレス (SUS27) 外部タンクが 9 mm 厚の溶接構造用圧延鋼 (SM41) である。最高使用圧力は 4 kg/m2 に設定された。内外タンク体は西ドイツ（当時）からの技術導入による構造体を用いて接続支持され、垂直荷重と車端衝撃を負担する。
荷役のための弁装置類はタンク上部ではなく、片側のタンク端面（鏡板部）に設けられた。弁装置側のタンク端面には装置保護のため、扉付の「覆い」を設ける。これらタンク体と荷役装置の付加装備のため、自重は 35.2 t に達する。台枠は中央部を貫通する中梁で牽引力を伝達する一般的な平形構造であるが、連結器に大容量のゴム緩衝器 RD90 形を併設して車端衝撃への対応性能を高めている。
台車は高圧ガスタンク車の走行性能向上を企図して開発された弓形側梁台車 TR211 系で、枕ばねとオイルダンパの特性を本形式向けに最適化させた TR211C 形を当初装備し、後年にオイルダンパを変更した TR211E 形に改造された。密封形円錐コロ軸受・鞍案内式の軸箱支持機構は他の TR211 系台車と共通の仕様である。ブレーキ装置は制御弁（K 三動弁）とブレーキシリンダ ならびに 補助空気溜とを一体化した KC 形自動空気ブレーキである。自重が大きいため、積荷の有無でブレーキ力を切り替える「積空切替機構」は装備しない。最高速度は 75 km/h である。

## 製作時期別詳説
- 試作車

1973年（昭和48年）11月29日に1両（タム9600）が日本車輌製造で製作され基礎試験・積車による試験輸送を経て、翌年から量産した。
車端部の弁装置覆いは巻上式のシャッターを装備し、巻取部となる覆い上部は直線形状である。補助ブレーキ装置は両側の台枠側面に足踏み式のブレーキテコを設け、ブレーキ操作用の手すり・ステップを併設する。
- 量産車

1974年（昭和49年）から1975年（昭和50年）にかけて3両（タム9601 - タム9603）が日本車輌製造で製作された。
弁装置覆いの扉を「観音開き」に変更し、巻取部をなくした覆い上部はタンク体と同一の円筒曲面となった。補助ブレーキ装置は弁装置のない車端側のデッキ上に回転ハンドル式の手ブレーキを設ける。

## 運用の変遷
鶴見線の鶴見川口駅（横浜市鶴見区）に常備され、近傍の東京瓦斯横浜工場から日立市までの LNG 輸送に用いられた。爾後、大都市圏への都市ガス供給手段はパイプライン敷設に漸次移行したことから、本形式は4両で製作を終了した。貨物駅統合に伴い、1983年（昭和58年）に常備駅を近隣の浅野駅に変更して引き続き同区間での輸送に用いられたが、輸送終了に伴いJR移行直前の1987年（昭和62年）1月12日に4両全車が車籍除外となった。
日本国内における LNG の鉄道輸送は、日本貨物鉄道（JR貨物）が2000年（平成12年）3月から 金沢貨物ターミナル - 新潟貨物ターミナル間で輸送を再開している。これは専用の ISO 規格コンテナを用いたコンテナ貨物列車によるもので、2003年（平成15年）10月からは苫小牧 - 北旭川・新富士などの区間でも開始されている。